# Liste des accidents ferroviaires en Belgique au XIXe siècle
Pour un article plus général, voir Liste des accidents ferroviaires en Belgique.
Cet article présente une liste des accidents ferroviaires en Belgique au XIXe siècle.

## Années 1840
- 21 janvier 1845 : Cumptich (Ligne 36), un effondrement survient dans l'un des premiers tunnels construits sur le réseau ferré belge. Celui-ci était en cours de doublement, et ce sont les travaux sur le second pertuis qui ont déstabilisé la maçonnerie du premier, dans un passage où celle-ci s'est avérée mal réalisée. Heureusement, aucun convoi ne s'y trouvait, mais l'émoi est grand et une commission d'enquête parlementaire est mise sur pied. L'entrepreneur Borguet et l'ingénieur Gustave De Ridder, qui a supervisé les travaux du premier pertuis et signé les rapports de réception provisoire – et qui a par ailleurs quitté l'administration des chemins de fer entretemps – est directement incriminé, notamment parce qu'il n'a pas relevé que de larges pans des piédroits avaient été montés avec un mortier de piètre qualité. Ils seront finalement relaxés au terme de leur jugement par la cour d'assise[1].

## Années 1850
- 31 mai 1858 : Havré (Ligne 118), des wagons enrayés dans la station de La Louvière se détachent de leur frein pour une raison inconnue et heurtent un convoi de voyageurs allant de Mons à Manage. Des voitures sont brisées et des personnes périssent dans l'accident[2] (26 morts[3]).

## Années 1860
- 20 février 1865 : près de la gare de Dave-Saint-Martin (Ligne 162), un train de marchandises de 32 wagons (appartenant à l'État et aux Compagnies du Nord et du Luxembourg) partant de la station de Namur à 3 h 20 et remorqué par deux locomotives arrive sur les hauteurs de Dave lorsque les crochets des chaînes de sûreté qui attachent le premier wagon à la deuxième machine se brisent. Les wagons, livrés à eux-mêmes, redescendent la forte pente. Trois personnes sont à bord : le chef-garde, un ouvrier et un graisseur, Joseph Goosse, âgé de 27 ans, qui meurt coincé dans un wagon de charbon. Les dégâts matériels sont estimés à 100 000 francs[4].
- 14 novembre 1869 : Grand-Halleux (Ligne 42), un train mixte (convoi de marchandise avec une voiture à voyageurs à deux niveaux en queue) opéré par la Compagnie de l'Est pour le compte de la Société royale grand-ducale des chemins de fer Guillaume-Luxembourg et assurant la relation Luxembourg - Spa (ligne ouverte en 1867) déraille. Plusieurs wagons à marchandise sont détruits, mais la voiture à voyageur reste à rail et aucun blessé n'est à déplorer[5].

## Années 1870
- 1er septembre 1873 : Mirwart, près de Grupont (Ligne 162), le train express reliant Arlon à Bruxelles déraille à vive allure sur un rail brisé dans la tranchée de Mirwart. La locomotive reste sur les rails mais le fourgon et les six voitures qui le suivent s'empilent et percutent la paroi rocheuse de la tranchée. Le bilan est de 8 morts et de 15 blessés. L'opinion publique mit en cause la Grande Compagnie du Luxembourg, qui construisit et exploita la ligne, jusqu'au 31 janvier 1873, et venait d'être nationalisée : le rail, qui venait d'être posé, était un rail en fer commandé par la Compagnie du Luxembourg, tout comme les voitures à voyageurs, déjà fort usées[6].

## Années 1880
- 3 février 1889 : Groenendael (Ligne 161), à Groenendael, la ligne de chemin de fer croise la voie rapide entre Tervueren et Waterloo (qui est désormais intégrée dans le ring de Bruxelles) au milieu de la forêt de Soignes. Le convoi a déraillé à hauteur de ce croisement et s'est écrasé contre le pont qui franchit la route (22 morts et une quarantaine de blessés[7]). Parmi les passagers se trouvait la cantatrice belge Dyna Beumer, qui en réchappa.

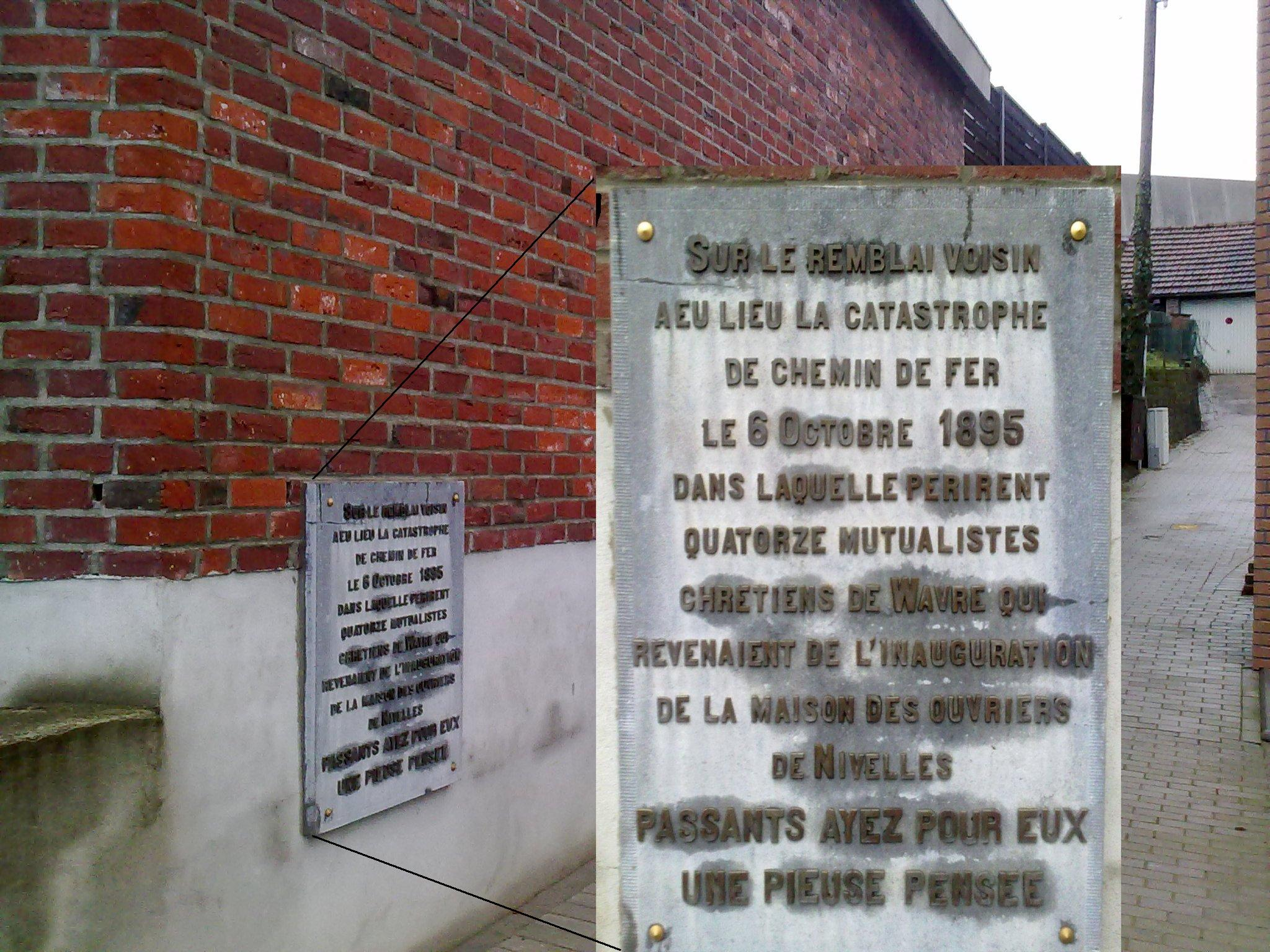
Plaque commémorative collision de 1895. rue du Monument no 11, à Ottignies.

- 14 décembre 1880 : Verviers-Est, le "Train-éclair", un train d'essai destiné à évaluer la possibilité de faire circuler des express internationaux à une vitesse plus importante et en réalisant un nombre d'arrêts moins élevé, déraille dans une courbe à la sortie de la gare de Verviers-Est. À bord de la locomotive qui bascula se trouvaient plusieurs hauts fonctionnaires de l'administration des chemins de fer dont l'ingénieur et administrateur Alfred Belpaire qui survit avec des blessures légères tandis que M. Hamoir, chef de service, est tué sur le coup. Le chef-garde est grièvement blessé[8].

## Années 1890
- 6 octobre 1895 : Céroux-Mousty (Ottignies – Ligne 140), un train en provenance de Nivelles est en détresse, une autre locomotive est attendue. Le machiniste finit par remettre sa locomotive en marche mais son train entre ensuite en collision avec la machine de dépannage (17 morts et une cinquantaine de blessés graves[7]).
- 19 février 1899 : Forest (gare du sud – Ligne 96), à 8 h 10, un train omnibus Tournai – Bruxelles stationne à quai et accuse déjà un certain retard. Le train rapide en provenance de Quiévrain arrive sur la même voie et pulvérise les dernières voitures (en bois), fauchant au passage les nombreux voyageurs attendant sur le quai. La cause est le franchissement par le second train d'un signal fermé à cause du brouillard[9]. On dénombre 23 morts et de nombreux blessés graves[10].

## 1900
- 9 novembre 1900 : Braine-l'Alleud (Ligne 115), à Braine-l'Alleud, à 200 mètres en amont de la gare à un aiguillage, un train de voyageurs remorqué par une locomotive-tender rapide Type 4 entre en collision avec un train de marchandises. Le bilan est de (2 morts (le chauffeur Gilles et le mécanicien Alphonse Cousot) et un blessé (le chef-garde Marchand)[11],[12],[13].